# 南国田字草
南国田字草（学名：Marsilea crenata）又稱四葉草、幸運草，为𬞟科𬞟属下的一个植物种，原產於東南亞地區，為多年生挺水性蕨类植物。